# 横須賀市総合体育会館
横須賀市総合体育会館（よこすかしそうごうたいいくかいかん）は、神奈川県横須賀市の不入斗公園にある多目的体育施設。

## 概要
- 本体育会館は1977年に着工し、1978年に竣工した[1]。メインアリーナ（1978年度建築）とサブアリーナ（1996年度建築）がある[2]。
- 1978年11月の正式開館に際しては、柔道演武（猪熊功八段、佐藤宣践氏）、男子バレーボール（日本鋼管 vs 富士フイルム）、女子バスケットボール（日立製作所戸塚 vs シャンソン化粧品）などの記念イベントが実施された[3]。
- 本体育会館は横須賀に於けるプロレス興行の常打施設であり、数多くの試合が開催されている。全日本プロレスが1984年5月24日に開催した大会ではリック・フレアーがケリー・フォン・エリックを破り、NWA世界ヘビー級王座を奪還した試合や[4]、近年ではダンプ松本などが出場したチャリティープロレス大会などが開催されている[5]。

## 交通アクセス
- 京浜急行電鉄本線横須賀中央駅下車、京浜急行バス・「JR衣笠駅行」若しくは「三崎港」行にて「不入斗橋」下車徒歩5分